# Tonino 78
Tonino 78 ou Tonino ‘78 est une voie de bloc (escalade) considérée en 2016 comme l'une des plus difficile au monde, cotée 8C/8C+. Le rocher est situé sur un terrain privé à Meschia, frazione de Roccafluvione dans la province d'Ascoli Piceno, dans la région des Marches, en Italie.
Ce bloc a été ouvert par Mauro Calibani en 2004 qui propose 8C+, répété en 2004 par Julien Nadiras qui hésite entre 8C/8C+, répété en 2005 par Antoine Vandeputte (qui propose 8C).